# Président de la république démocratique populaire du Laos
Le président de la république démocratique populaire du Laos (en lao : ປະທານປະເທດ ແຫ່ງ ສປປ ລາວ) est le chef de l'État du Laos. Ses compétences politiques et institutionnelles sont régies par la Constitution.

## Système électoral
Le président du Laos est élu au suffrage indirect par les membres de l'Assemblée nationale pour un mandat de cinq ans. Est élu le candidat recueillant la majorité qualifiée de deux tiers des membres présents lors du vote.
Le président peut se voir adjoindre un vice président, élu à la majorité absolue des membres présents lors du vote. Le vice président assume par intérim les fonctions du président en cas d'absence de ce dernier.